# ミラン・シュクリニアル
ミラン・シュクリニアル（Milan Škriniar, 1995年2月11日  - ）は、スロバキア・バンスカー・ビストリツァ県ジアル・ナド・フロノム出身のサッカー選手。スロバキア代表。スュペル・リグ・フェネルバフチェSK所属。ポジションはDF（CB）。

## クラブ経歴

### キャリア初期
地元クラブでプレーを始め、兄と共に12歳の時に強豪MŠKジリナの下部組織に入団した。2012年3月27日のFC ViOnズラテー・モラフツェ戦で17歳49日にしてプロデビュー。2012年11月23日の FC ViOnズラテー・モラフツェ戦で初ゴール。
2013年2月、FC ViOnズラテー・モラフツェにレンタル移籍。
2016年1月29日、UCサンプドリアに4年半契約で移籍。その年の4月24日、ラツィオ戦に途中出場してデビューを果たす。しかし、それからの3か月は出場機会が得られなかった。2015-16シーズンはリーグ戦出場3試合と悔しいセリエAデビューとなった。翌シーズン、サンプドリアの監督を務めるマルコ・ジャンパオロにその才能を評価され、リーグ戦35試合に出場した。

### インテル・ミラノ
2017年7月7日、インテルナツィオナーレ・ミラノに5年契約で移籍。インテルは移籍金として2000万ユーロを支払ったほか、ジャンルカ・カプラーリを譲渡した。この移籍金はスロバキア人としての歴代最高額となった。加入4日後の記者会見では、背番号37が与えられ「スロバキアからイタリアに渡って1年半で、インテルのような偉大なクラブに加入できたのは素晴らしいこと」と語った。2017-18シーズンの開幕戦、フィオレンティーナとの試合でデビュー、フル出場で3-0の勝利に貢献する。このシーズンは全試合フルタイム出場を果たし、チームの7シーズンぶりとなるUEFAチャンピオンズリーグ出場権獲得に大きく貢献した。
2018-19シーズンも引き続き主力として出場し、チームのチャンピオンズリーグ出場権獲得に貢献した
2019-20シーズンはアントニオ・コンテが監督に就任し、序盤は3バックの左を務めることが多かったが、3バックの適応に苦しみ、アレッサンドロ・バストーニにレギュラーを奪われるなど不本意なシーズンを送った。
2020-21シーズンは序盤こそレギュラーではなかったものの、出場する試合でハイパフォーマンスを見せてレギュラーを奪うと、終盤まで3バックの一角を務めインテルの11年ぶりのスクデット獲得に貢献した。
2022-23シーズン序盤は、キャプテンであるサミール・ハンダノヴィッチが控えの際に、シュクリニアルがキャプテンマークを着用していたが、インテルからの契約延長オファーを拒否したことで剥奪された。2023年4月には、来夏の移籍が内定と報道されていたパリ・サンジェルマンFCのクラブ主治医が勤務する病院で手術を受けた。シーズン終了直前に復帰したが、UEFAチャンピオンズリーグ決勝ではプレーする機会がなかった。
2023年6月30日、インテルからの退団が発表された。

### パリ・サンジェルマン
2023年7月6日、パリ・サンジェルマンFCと5年契約を結んだ。
2023-24シーズンは、怪我やルイス・エンリケ監督との関係に亀裂が生じたことにより序列の低下が報道され、終盤は出番を減らした。

### フェネルバフチェ
2024-25シーズンは冬までに出場は5試合に留まるなどと完全に構想外となり、2025年1月30日にフェネルバフチェSKへ期限付き移籍することが発表された。
2025年7月31日、フェネルバフチェへの完全移籍が決定。

## 代表歴
各世代でスロバキア代表に選ばれている。2016年5月27日の親善試合・ジョージア代表戦でA代表デビュー。
2021年5月、UEFA EURO 2020参加メンバーに選出された。グループリーグ初戦のポーランド戦で決勝ゴールを決めた。

## 人物
- サッカー界で「ミラン」は、インテルのライバルであるACミランを指す。そのため2019年には、インテルがUEFAチャンピオンズリーグで優勝した場合、「ミラン・インテル・シュクリニアル」に改名すると宣言した[19]。2023年には、決勝まで勝ち進んだものの準優勝に終わり、その年限りで退団した。

## タイトル

### クラブ
インテル・ミラノ
- セリエA：1回（2020-21）
- コッパ・イタリア：2回（2021-22, 2022-23）
- スーペルコッパ・イタリアーナ：2回（2021-22, 2022-23）

パリ・サンジェルマン
- リーグ・アン：1回（2023-24）
- クープ・ドゥ・フランス：1回（2023-24）
- トロフェ・デ・シャンピオン：1回（2023-24）